# Droogmansia angolensis
Droogmansia angolensis är en ärtväxtart som beskrevs av Antonio Rocha da Torre. Droogmansia angolensis ingår i släktet Droogmansia och familjen ärtväxter. Inga underarter finns listade i Catalogue of Life.